# Покров (Вологодская область)
Покров — село в Череповецком районе Вологодской области.
Входит в состав Абакановского сельского поселения, с точки зрения административно-территориального деления — в Абакановский сельсовет.
Расстояние по автодороге до районного центра Череповца — 50 км, до центра муниципального образования Абаканово — 7 км. Ближайшие населённые пункты — Ружбово, Сумино, Ждановская.
По переписи 2002 года население — 34 человека (14 мужчин, 20 женщин). Всё население — русские.